# Hrabstwo Hays

Piramida wieku hrabstwa

Hrabstwo Hays – hrabstwo położone w USA w stanie Teksas. Utworzone w 1848. Siedzibą hrabstwa jest miasto San Marcos. Według spisu w 2020 roku liczy 241,1 tys. mieszkańców.

## Sąsiednie hrabstwa
- Hrabstwo Travis (północny wschód)
- Hrabstwo Caldwell (południowy wschód)
- Hrabstwo Guadalupe (południe)
- Hrabstwo Comal (południowy zachód)
- Hrabstwo Blanco (północny zachód)

## Demografia
W 2020 roku 90% mieszkańców hrabstwa stanowiła ludność biała (52,5% nie licząc Latynosów), 4,6% to byli czarnoskórzy Amerykanie lub Afroamerykanie, 2,3% było rasy mieszanej, 1,7% to byli Azjaci i 1,2% to rdzenna ludność Ameryki. Latynosi stanowili 40,1% ludności hrabstwa.

## Miasta
- Buda
- Dripping Springs
- Hays
- Kyle
- Mountain City
- San Marcos
- Wimberley
- Woodcreek

## Wioski
- Bear Creek

## CDP
- Driftwood

## Religia
23,4% populacji deklaruje członkostwo w Kościele katolickim. Znaczne są także kościoły baptystyczne, metodystyczne i inne ewangelikalne. Ponad 3% to społeczności mormońskie i muzułmańskie.